# Diether Ocampo
Diether Ocampo (Bacoor, 19 de julho de 1974) é um ator, modelo e cantor filipino.

## Filmografia

### Cinema
| Ano  | Título                                   | Papel                          | Produção                                  |
| 2012 | 24/7 in Love                             | Ken Ramirez                    | Star Cinema                               |
| 2011 | Rockenrol                                | Jacci Rocca                    | Furball Inc., Revolver Films, Rost Manila |
| 2010 | Dalaw                                    | Anton                          | CineMedia, Star Cinema (distributor)      |
| 2010 | Slow Fade                                | Darius                         | Cinemabuhay                               |
| 2010 | Sa 'Yo Lamang                            | Paul                           | Star Cinema                               |
| 2010 | Mamarazzi                                | Carlo                          | Regal Entertainment, Inc.                 |
| 2005 | Nasaan Ka Man                            | Ito                            | Star Cinema                               |
| 2004 | B Cuz of U                               | RJ                             | Star Cinema                               |
| 2004 | Volta                                    | Atty. Lloyd Falcon             | Star Cinema                               |
| 2002 | Bahid                                    | Rodney                         | Regal Entertainment, Inc.                 |
| 2002 | Jologs                                   | Mando                          | Star Cinema                               |
| 2001 | Ano Bang Meron Ka?                       | Edward                         | Regal Entertainment, Inc.                 |
| 2001 | La Vida Rosa                             | Dado                           | Star Cinema                               |
| 2000 | Gusto Ko Ng Lumigaya                     | Leo                            | Viva Films                                |
| 2000 | Bukas Na Lang Kita Mamahalin             | Jimboy                         | Viva Films                                |
| 1999 | Soltera                                  | Eric                           | Star Cinema                               |
| 1999 | Gimik: The Reunion                       | Gary Ballesteros               | Star Cinema                               |
| 1999 | Mula Sa Puso: The Movie                  | Michael Miranda                | Star Cinema                               |
| 1999 | Bakit Pa?                                | Joseph                         | Regal Entertainment, Inc.                 |
| 1998 | Magandang Hatinggabi                     | Louie                          | Star Cinema                               |
| 1998 | Dahil Mahal Na Mahal Kita                | Ryan                           | Star Cinema                               |
| 1997 | Calvento Files: The Movie                | Rodolfo (segment "Balintuwad") | Star Cinema                               |
| 1996 | Ang TV: The Movie (The Adarna Adventure) | Prinsipe Bryan/Morion          | Star Cinema                               |

### Televisão
| Ano       | Título                                    | Papel                       | Emissora |
| 2013      | Apoy Sa Dagat                             | Anton Lamayre               | ABS-CBN  |
| 2012      | Maalaala Mo Kaya: Singsing                | Joel Villanueva             | ABS-CBN  |
| 2011      | Gandang Gabi, Vice!                       | Himself                     | ABS-CBN  |
| 2011      | Guns and Roses                            | Marcus Aguilar              | ABS-CBN  |
| 2010–2011 | Sabel                                     | Frederico "Eric" Zaragosa   | ABS-CBN  |
| 2010      | Your Song: Gimik 2010                     | Gregorio "Gary" Ballesteros | ABS-CBN  |
| 2010      | Rubi                                      | Hector Ferrer               | ABS-CBN  |
| 2009      | Maalaala Mo Kaya: Lambat                  | Mang Piyo                   | ABS-CBN  |
| 2009      | Only You                                  | Jonathan Sembrano           | ABS-CBN  |
| 2008      | Maalaala Mo Kaya: Robot                   | Alex                        | ABS-CBN  |
| 2008      | Iisa Pa Lamang                            | Miguel Castillejos          | ABS-CBN  |
| 2008      | Sineserye Presents: Maligno               | Hector Salcedo              | ABS-CBN  |
| 2008      | Lobo                                      | Lorenzo Blancaflor          | ABS-CBN  |
| 2007      | Princess Sarah                            | Master Brandon Crissford    | ABS-CBN  |
| 2007      | Margarita                                 | Bernard Beltran             | ABS-CBN  |
| 2007      | Maalaala Mo Kaya: Blue Rose               | Lester                      | ABS-CBN  |
| 2007      | Rounin                                    | Master Cadmus               | ABS-CBN  |
| 2007      | Sineserye Presents: Palimos ng Pag-ibig   | Rodel Alcaraz               | ABS-CBN  |
| 2007      | Love Spell: Click na Click                | Josh Velasco                | ABS-CBN  |
| 2006      | Star Magic Presents: The Game of Love     | Gary                        | ABS-CBN  |
| 2006      | Komiks: Bahay ng Lagim                    |                             | ABS-CBN  |
| 2006      | Star Magic Presents: Windows to the Heart | Dennis                      | ABS-CBN  |
| 2006      | Komiks: Bampy                             | Pido                        | ABS-CBN  |
| 2005      | Ikaw Ang Lahat Sa Akin                    | Ivan Ynares                 | ABS-CBN  |
| 2005      | Bora: Sons of the Beach                   | Ditoy                       | ABS-CBN  |
| 2005      | 'Til Death Do Us Part                     | Manuel                      | ABS-CBN  |
| 2004      | Marina                                    | Prinsipe Lirio              | ABS-CBN  |
| 2003–2004 | Sana'y Wala Nang Wakas                    | Leonardo Madrigal           | ABS-CBN  |
| 2003–2004 | Buttercup                                 | Winston Go                  | ABS-CBN  |
| 2001      | Recuerdo de Amor                          | Paulo Jose Villafuerte      | ABS-CBN  |
| 1999–2001 | Saan Ka Man Naroroon                      | Bart                        | ABS-CBN  |
| 1997      | !Oka Tokat                                | Benjamin "Benj" Catacutan   | ABS-CBN  |
| 1997–1999 | Mula Sa Puso                              | Michael Miranda             | ABS-CBN  |
| 1996–1999 | Super Laff-In                             | Host / Himself              | ABS-CBN  |
| 1996–1999 | Gimik                                     | Gary Ballesteros            | ABS-CBN  |
| 1995–2005 | ASAP                                      | Host / Himself              | ABS-CBN  |